# هنريك كارلسون
هنريك كارلسون (بالسويدية: Henrik Karlsson) هو لاعب هوكي الجليد ولاعب كرة قدم سويدي، ولد في 27 نوفمبر 1983 في ستوكهولم في السويد. لعب مع كالغاري فليمز ونادي هاماربي لكرة القدم.

## وصلات خارجية
- هنريك كارلسون على موقع دوري الهوكي الوطني (الإنجليزية)
- هنريك كارلسون على موقع قاعة مشاهير الهوكي (لاعب أن.إتش.أل) (الإنجليزية)
- هنريك كارلسون على موقع دوري الهوكي للقارات (الإنجليزية)
- هنريك كارلسون على موقع EliteProspects.com (الإنجليزية)
- هنريك كارلسون على موقع Eurohockey.com (الإنجليزية)
- هنريك كارلسون على موقع HockeyDB.com (الإنجليزية)